# Mușchi procerus
Mușchiul procerus (în latină: musculus procerus), sau mușchiul piramidal al nasului în nomenclatura veche, este un mușchi mic, triunghiular, așezat la rădăcina nasului. Își are originea pe fascia regiunii nazale superioare, în apropierea joncțiunii oaselor nazale, și pe cartilajul nazal superolateral. Fibrele musculare se inseră pe pielea dintre sprâncene. Se întrepătrunde cu fibrele mediale superioare ale mușchiului orbicular al ochiului și cu fibrele mediale inferioare ale mușchiului frontal. Mușchiul procerus este puțin mai lung la femei (19,1 mm) decât la bărbați (16,4 mm).
Mușchiul procerus lucrează cu alți mușchi parte a complexului glabelar. Complexul glabelar include fibre bilaterale ale procerusului, frontalului, corugatorului sprâncenei, depresorului sprâncenei și orbicularului ochiului. Acești mușchi deprimă sprânceana medial, producând cute transversale și, de asemenea, ajută la dilatarea narinelor.

## Inervație
Mușchiul procerus primește inervație din ramurile nervului facial. Nu toate sursele s-au pus de acord asupra ramurilor exacte care inervează mușchiul procerus. Cercetările au descoperit că ramurile bucală, temporală și zigomatică ale nervului facial inervează mușchiul procerus. Un alt studiu a descris nervul angular, care rezultă atât din ramurile bucale, cât și din cele zigomatice ale nervului facial, ca inervație primară a mușchiului procerus.

## Vascularizație și drenaj limfatic
Mușchiul procerus este vascularizat de ramuri ale arterei faciale, la rândul ei ramură a arterei carotide externe. Limfaticele din zona feței, scalpului și gâtului drenează în inelul ganglionar superficial; acești ganglioni sunt cunoscuți ca lanțul pericervical.

## Imagini suplimentare

Mușchiul procerus (roșu).